# 瀬戸口樹
瀬戸口 樹（せとぐち たつき、1996年5月17日 - ）は、鹿児島県出身の元プロ野球選手（外野手）・コーチ。右投左打。

## 経歴

### プロ入り前
2歳上の兄が野球を始めたことで、自身も小学4年生の時に野球を始める。薩摩川内市立川内中央中学校時代は薩摩川内ボーイズでプレー。
樟南高等学校に進学すると、2年夏には第95回全国高等学校野球選手権大会に進出し、ベンチ入りメンバーとなった。3年夏は甲子園出場ならず、県大会最後の試合で、最後の打席に立って逆転の一打を打てずに敗退という悔しい目に遭っている。
大学は東京新大学野球連盟の共栄大学に進学。2・3年生のときには全日本大学野球選手権を経験。3年生のときには4番打者を務め、秋季リーグではベストナインに選出された。4年生のときには主将を務めた。
大学卒業後の2019年から社会人野球・熊本ゴールデンラークスに入社。

### KAL・熊本時代
2021年からは熊本ゴールデンラークスを母体としたプロ野球独立リーグ球団・火の国サラマンダーズに転じると、瀬戸口も同球団に移籍し、初代主将に就任した。28試合の出場で打率.333、5打点を記録した。
2022年からはラークス時代からの同期である猪口雄大らとともに選手兼任コーチを務めることとなり、瀬戸口は外野守備・打撃コーチを担当した。2021年も2022年も、故障などの影響により出場試合数を伸ばせなかったものの、限られた出場機会の中では2年連続で打率3割台をマークした。シーズン終了後の10月24日に、コーチの退任と選手引退が発表された。

### 現役引退後
学生野球資格回復制度研修を受講し、2023年2月3日付で資格を回復している。
2024年5月より、公民の教育実習生として、母校・樟南高校で教育実習を受けた。

## 選手としての特徴・人物
バントなどの小技も優れ、脚力も兼ね備える。心身のスタミナに優れ、人間性が良く、リーダーシップのとれる人物である。

## 詳細情報

### 独立リーグでの年度別打撃成績
| 年 度     | 球 団     | 試 合 | 打 席 | 打 数 | 得 点 | 安 打 | 二 塁 打 | 三 塁 打 | 本 塁 打 | 塁 打 | 打 点 | 盗 塁 | 盗 塁 死 | 犠 打 | 犠 飛 | 四 球 | 敬 遠 | 死 球 | 三 振 | 併 殺 打 | 打 率 | 出 塁 率 | 長 打 率 | O P S |
| --------- | --------- | ----- | ----- | ----- | ----- | ----- | -------- | -------- | -------- | ----- | ----- | ----- | -------- | ----- | ----- | ----- | ----- | ----- | ----- | -------- | ----- | -------- | -------- | ----- |
| 2021      | 熊本      | 28    | 39    | 30    | 7     | 10    | 1        | 2        | 0        | 15    | 5     | 5     | 1        | 3     | 0     | 6     | -     | 0     | 5     | 0        | .333  | .444     | .500     | .944  |
| 2022      | 熊本      | 11    | 12    | 11    | 2     | 4     | 0        | 0        | 0        | 4     | 2     | 2     | 0        | 0     | 0     | 1     | -     | 0     | 4     | 0        | .364  | .417     | .364     | .781  |
| 通算：1年 | 通算：1年 | 39    | 51    | 41    | 9     | 14    | 1        | 2        | 0        | 19    | 7     | 7     | 1        | 3     | 0     | 7     | -     | 0     | 9     | 0        | .341  | .438     | .463     | .944  |

- 2022年度シーズン終了時

### 背番号
- 31 （2021年 - 2022年)